# Ministère des Forces armées (Madagascar)
Pour les articles homonymes, voir Ministère de la Défense nationale.
Le ministère des Forces armées (MFA) ou Ministeran' ny foloalindahy est chargé de la sécurité nationale et des Forces armées de la République de Madagascar . Il est situé à Antananarivo.

## Histoire
Un décret du 9 octobre 1976 institue un ministère de la Défense nommé ministère des Forces armées en 1991.

## Organisation
Dans l’exercice de ses attributions, le ministre de la Défense est assisté :
- Par le Chef d'État-Major des Armées
- Par le Secrétaire d'État à la Gendarmerie (SEG)

## Liste des ministres des Forces armées[3]
- 11 juin 2018 : Béni Xavier Rasolofonirina, général de corps d’armée.
- 24 janvier 2019 : Léon Jean Richard Rakotonirina, général de corps d’armée, reconduit en 2020 et 2021.
- 21 février 2023 : Josoa Rakotoarijaona, général de Division.
- 14 janvier 2024 : Sahivelo Lala Monja Delphin,  général de corps d’armée, reconduit en août 2024.